# Piotr Boroń (ur. 1965)
Piotr Mikołaj Boroń (ur. 1965 w Bolesławcu) – polski historyk, samodzielny pracownik nauki, profesor nauk humanistycznych.

## Życiorys
W latach 1984–1989 studiował historię na Uniwersytecie Śląskim w Katowicach. W 1989 uzyskał tytuł zawodowy magistra na podstawie pracy magisterskiej Pieniądz pozakruszcowy u Słowian. W 1992 otworzył przewód doktorski. W 1996 uzyskał stopień naukowy doktora nauk humanistycznych na podstawie rozprawy Instytucja wiecu w organizacji plemiennej Słowian. Boroń jest autorem m.in. książki Słowiańskie wiece plemienne (1999). Publikował artykuły m.in. w „Roczniku Muzeum w Gliwicach”, „Śląskich Pracach Prahistorycznych”, „Wiekach starych i nowych” i w „Historie-Historica”.
W 2010 Piotr Boroń na podstawie obronionej dysertacji: Kniaziowie, królowie, carowie... Tytuły i nazwy władców słowiańskich we wczesnym średniowieczu uzyskał stopień naukowy doktora habilitowanego nauk humanistycznych, przyznany przez Radę Wydziału Nauk Społecznych Uniwersytetu Śląskiego w Katowicach, uczelni, w której jest nauczycielem akademickim i naukowcem.
W 2021 roku uzyskał tytuł profesora nauk humanistycznych w dyscyplinie historia.
Zainteresowania badawcze Piotra Boronia koncentrują się wokół dziejów wczesnośredniowiecznej Słowiańszczyzny, sztuki fortyfikacyjnej starożytności i wczesnego średniowiecza, historiografii słowiańskiej XIX stulecia, symboliki władzy książęcej Słowian we wczesnym średniowieczu oraz fałszerstw źródeł do najdawniejszych dziejów Polski i Słowiańszczyzny.

## Publikacje (wybór)
Książki:
- Słowiańskie wiece plemienne, Katowice 1999.
- Kniaziowie, królowie, carowie... Tytuły i nazwy władców słowiańskich we wczesnym średniowieczu, Katowice 2010.
- Dawne Gliwice. Studia z dziejów miasta i jego mieszkańców do końca XIX wieku. Wokół gliwickiego rynku, Gliwice 2015.
- Burmistrzowie Gliwic (do 1808 roku), Gliwice 2019.
- Zanim powstał wielki przemysł - górnictwo i hutnictwo srebra i ołowiu na terenie Górnego Śląska i zachodniej Małopolski do połowy XVIII wieku, [w:] Zbigniew Pawlak, Leszek Chróst, Piotr Boroń, Ireneusz Malik, Tadeusz Mzyk, Adam Michczyński, Badania i analizy warunków pracy zawodów przemysłowych. T.1, Poszukiwanie śladów dawnego wydobycia i przetwórstwa kopalin użytecznych, Gliwice 2021, s. 86-111.
- Ludzie i pismo : gliwiccy pisarze miejscy do 1744 roku, Katowice 2022.

Artykuły :
1. Znalezisko groszy Praskich z Błażejowic, gm.Wielowieś, Rocznik Muzeum w Gliwicach, t.4, 1990.
2. Pieniądz pozakruszcowy a powstanie rynku u Słowian we wczesnym średniowieczu, Śląskie Prace Prahistoryczne, t.3, 1994.
3. Problem dużych budynków halowych na terenie Słowiańszczyzny zachodniej w IX-X wieku, [w:] Ślask i Czechy a kultura wielkomorawska, red. K.Wachowski, Wrocław 1997, s.31-50.
4. Plemienne uwarunkowania powstania terytorium diecezji wrocławskiej. [w:] Tysiącletnie dziedzictwo kulturowe diecezji wrocławskiej, Katowice 2000.
5. Zgromadzenie ludowe w Pyrzycach -relikt plemienny czy wiec grodowo-miejski, [w:] Wieki stare i nowe, Katowice 2000.
6. Gminowładztwo i słowiańska sielanka według słowianofilów. Obraz wieców plemiennych w historiografii wieku XIX, [w:] Historie-Historica, Sbornik praci filozofické fakulty Ostravské Univerzity, t.8, Ostrava 2000.
7. Słowiańskie plemię. O pojęciu i jego rozumieniu w polskiej historiografii, [w:] Viae historicae. Księga jubileuszowa dedykowana Profesorowi Lechowi A. Tyszkiewiczowi w siedemdziesiątą rocznicę urodzin, Wrocław 2001.
8. Identification négative dans la transition socio-économique, [w:] Transition et "re"construction des societes, red.Sylvie Bardeche, Paris 2001.
9. Odezwa Towarzystwa Przyjaciół Nauk jako inspiracja badań nad wczesnymi dziejami Polski i Słowiańszczyzny. Miscellanea Historico-Archivistica, t.14, Warszawa 2002.
10. Wiece słowiańskie a decyzja o przyjęciu chrześcijaństwa - możliwości poznawcze, [w:] Pohanstvo a krestanstvo, Bratislava 2004.
11. "Zamachy stanu" w społecznościach słowiańskich a instytucja wiecu, [w:] Zamach stanu w dawnych społecznościach, Warszawa 2004.
12. Między uczciwością, fałszerstwem a nadmiarem fantazji. Postawy etyczne dziewiętnastowiecznych badaczy wczesnych dziejów Słowiańszczyzny, Historyka. Studia metodologiczne, t.24, 2004.
13. Uwagi o apokryficznej kronice tzw. Prokosza, [w]: Ad Fontes. O naturze źródła historycznego. Wrocław 2004..
14. Słowianie - My i nasi przodkowie. Etyczne aspekty poszukiwania pradawnej chwały ludów słowiańskich w pracach historyków polskich I połowy XIX wieku. [w:] Narracje – (Autobiografia) – Etyka, Wrocław 2005.
15. Biskup wrocławski Walter i początki kultury umysłowej na Śląsku, [w:] Źródła kultury umysłowej w Europie Środkowej ze szczególnym uwzględnieniem Górnego Śląska, Katowice 2005
16. Las jako źródło dochodów państwowych we wczesnośredniowiecznej Polsce. Skóry i futra w obrocie rynkowym, [w:] Las w kulturze polskiej, t.4, Poznań 2006
17. Bolesław Rogatka na wiecu w Leśnicy. Gest i postawa w postępowaniu sądowym, [w:] Kultura prawna w Europie środkowej, Katowice 2006.
18. Od medycyny do archeologii. Prehistoryczne zainteresowania i badania wykopaliskowe Izydora Kopernickiego, [w:] Między literaturą a medycyną. Literackie i pozaliterackie działania środowisk medycznych a problemy egzystencjalne człowieka XIX i XX wieku, Lublin 2005.